# Marc García
Marc García Antonell (Manresa, Barcelona, España, 7 de marzo de 1996) es un jugador de baloncesto español. Juega de escolta y pertenece a la plantilla del BC Avtodor Saratov de la VTB United League.

## Carrera deportiva
Se formó en las categorías de base de la Unió Manresana y San Fruitós, para pasar en la temporada 2010-11 al CB Manresa cadete donde estuvo dos temporadas y en septiembre de 2012 fichó por el FC Barcelona júnior.
En la temporada 2013-14 ha jugado en el filial de la Liga Adecco Oro, donde ha promediado de 11,4 puntos por partido, 38,5% en lanzamientos triples, y 2,2 rebotes por partido.
Fue nombrado el MVP de 2014 del Torneo Internacional Júnior de L'Hospitalet, promedió 24,3 puntos por partido.
En 2014 el Bàsquet Manresa llegó a un acuerdo para la cesión por dos años del jugador, procedente del FC Barcelona.
El 29 de julio de 2016, Marc García es cedido durante dos temporadas al Betis Energía Plus.
El 1 de agosto de 2017 se oficializa su regreso a la disciplina del Fútbol Club Barcelona tras solo un año de cesión al  Betis Energía Plus.
En julio de 2018 ficha por tres temporadas con el Montakit Fuenlabrada de la Liga ACB.
Tras la finalización de su contrato con el club madrileño, en julio de 2021 se hace oficial su incorporación a las filas del Hereda San Pablo Burgos.
El 13 de agosto de 2022, firma por el Breogán Lugo de la Liga Endesa para incorporarse a la pretemporada.
El 15 de octubre de 2022, firma un contrato temporal con el Club Baloncesto Fuenlabrada de la liga ACB. El 13 de noviembre de 2022, se produce el acuerdo de renovación hasta 2024, con cláusula de salida por ambas partes al final de este curso, tras promediar 8 puntos y 7,3 de valoración al inicio de la temporada 2022-23.
El 1 de septiembre de 2023, firma por el MKS Dąbrowa Górnicza de la PLK.
El 22 de agosto de 2024, firma por el BC Avtodor Saratov de la VTB United League.

### Selección española
El 24 de julio de 2016, Marc García consiguió la medalla de oro en el Campeonato de Europa Sub-20 ganando la final contra Lituania. Marc García fue designado MVP del torneo.